# Station Lye
Lye is een spoorwegstation van National Rail in Lye, Dudley in Engeland. Het station is eigendom van Network Rail en wordt beheerd door West Midland Trains. Het station is geopend in 1863.